# Динара (природный парк)
Природный парк Динара (хорв. Park prirode Dinara) — природный парк в Хорватии. Площадь составляет 63 052 га (630,52 км2), и он расположен на территории Сплитско-Далматинской и Шибенско-Книнской жупаний. Это второй по величине природный парк Хорватии (крупнейший — природный парк Велебит).

## Территория
22 мая 2020 года в Книне состоялась публичная презентация в рамках публичного рассмотрения Закона о провозглашении природного парка «Динара». В презентации приняли участие министр охраны окружающей среды и энергетики Томислав Чорич, префект Шибенско-Книнской жупании Горан Паук, префект Сплитско-Далматинской жупании Блаженко Бобан, мэр Книна Марко Елич, а также граждане, представители неправительственных организаций и другая заинтересованная общественность.

## Биоразнообразие
Динарский карст — это международно признанное явление, охватывающее гораздо более обширную территорию, и оно было названо в честь Динары как типовой местности. Это крупнейшее естественное карстовое тело в мире с отложениями толщиной восемь километров и с высокоразвитыми карстовыми полями, которые содержат все карстовые явления.
Район Динары очень богат эндемичными и исчезающими видами. Здесь произрастает более 1000 видов растений (пятая часть всей хорватской флоры), из которых 75 являются национальными эндемиками. Известно более 20 эндемичных видов животных, включая одно млекопитающее – динарскую полёвку. На Динаре находится самая высокая вершина Республики Хорватия – Динара, также известная как Синьял (1831 метр). На территории природного парка Динара находится 11 территорий экологической сети (2 территории для птиц и 9 территорий для видов и местообитаний), таким образом, 87% площади природного парка «Динара» также является территорией экологической сети «Natura 2000». Высокогорные динарские луга (рудина) являются важнейшим местом обитания эндемичной горной гадюки (Vipera ursinii macrops) в Хорватии.